# Parasisis amurensis
Genre
Espèce
Parasisis amurensis, unique représentant du genre Parasisis, est une espèce d'araignées aranéomorphes de la famille des Linyphiidae.

## Distribution
Cette espèce se rencontre en Russie asiatique, en Chine, en Corée du Sud et au Japon.

## Étymologie
Son nom d'espèce, composé de amur et du suffixe latin -ensis, « qui vit dans, qui habite », lui a été donné en référence au lieu de sa découverte, le bassin de l'Amour.

## Publication originale
- Eskov, 1984 : New and little known genera and species of spiders (Aranei, Linyphiidae) from the Far East. Zoologicheskii Zhurnal, vol. 63, no 9, p. 1337-1344.